# Свен Гроссеггер
Свен Гроссеггер (нім. Sven Grossegger; нар. 17 листопада 1987, Зальфельден, Австрія) — австрійський біатлоніст, срібний призер чемпіонату світу з біатлону 2006 року серед юніорів, дворазовий срібний призер чемпіонату Європи з біатлону, учасник етапів кубка світу з біатлону.

## Виступи на чемпіонатах Європи
| Рік  | Міце проведення     | Інд | Спр | Пр  | МС | Ест |
| 2006 | Лангдорф            |     | 49  | DNS |    | 8   |
| 2007 | Бансько             | 4   | 7   | DSQ |    | 2   |
| 2008 | Нове-Мєсто          | 27  | 20  | 17  |    | 2   |
| 2009 | Уфа                 | 30  | 20  | 20  |    | 5   |
| 2010 | Отепя               | DNS | 43  | 28  |    | 9   |
| 2011 | Ріднаун-Валь Рідана |     | 27  | 28  |    |     |

## Кар'єра в Кубку світу
Дебют Свена на етапах Кубка світу відбувся у сезоні 2008/2009 років. У цьому сезоні він провів 4 гонок, а його найкращим результатом стало 53 місце у спринті на 3 етапі Кубка світу в Гохфільцині. У сезоні 2009/2010 Свен брав участь лише у трьох гонках, однак показати гарних результатів йому не вдалося. У сезоні 2010/2011 він також провів 3 гонки, однак йому вперше вдалося набрати залікові бали. Посівши 35 місце на 7 етапі Кубка світу в Преск-Айлі США він здобув 6 залікових балів і посів 100-е місце в загальному заліку біатлоністів за підсумками сезону.
Сезон 2011/2012 покищо лишається найкращим в кар'єрі Гроссеггера. Загалом він провів 12 гонок і 4 рази потрапляв до залікової зони. Найкращим результатом у сезоні стало 10 місце в спринті на 1 етапі Кубка світу, що проходив в шведському Естерсунді. За результатами сезону йому вдалося здобути 72 залікових бала та посісти 57 місце в загальному заліку біатлоністів.
- Дебют в кубку світу — 12 грудня 2008 року в спринті в Гохфільцені — 57 місце.
- Перше попадання в залікову зону — 4 лютого 2011 року в спринті в Преск-Айлі — 35 місце.

## Загальний залік в Кубку світу
- 2010–2011 — 100-е місце (6 очок)
- 2011–2012 — 57-е місце (72 очки)

## Статистика стрільби
| № п/п | Сезон     | Загальна         | Індивідуальна гонка | Спринт         | Гонка переслідування | Мас-старт   | Естафета    |
| ----- | --------- | ---------------- | ------------------- | -------------- | -------------------- | ----------- | ----------- |
| 1     | 2008-2009 | 62,0 % (31/50)   | 0,0 % (0/0)         | 70,0 % (21/30) | 50,0 % (10/20)       | 0,0 % (0/0) | 0,0 % (0/0) |
| 2     | 2009-2010 | 46,7 % (14/30)   | 0,0 % (0/0)         | 46,7 % (14/30) | 0,0 % (0/0)          | 0,0 % (0/0) | 0,0 % (0/0) |
| 3     | 2010-2011 | 57,5 % (23/40)   | 0,0 % (0/0)         | 65,0 % (13/20) | 50,0 % (10/20)       | 0,0 % (0/0) | 0,0 % (0/0) |
| 4     | 2011-2012 | 63,7 % (102/160) | 80,0 % (32/40)      | 60,0 % (48/80) | 55,0 % (22/40)       | 0,0 % (0/0) | 0,0 % (0/0) |